# Cantonica
Astre fictif apparaissant dans
Star Wars.
Cantonica est une planète de l'univers de Star Wars.

## Contexte
L'univers de Star Wars se déroule dans une galaxie qui est le théâtre d'affrontements entre les Chevaliers Jedi et les Seigneurs noirs des Sith, personnes sensibles à la Force, un champ énergétique mystérieux leur procurant des pouvoirs parapsychiques. Les Jedi maîtrisent le Côté lumineux de la Force, pouvoir bénéfique et défensif, pour maintenir la paix dans la galaxie. Les Sith utilisent le Côté obscur, pouvoir nuisible et destructeur, pour leurs usages personnels et pour dominer la galaxie.

## Géographie
Cantonica se situe dans le Secteur corporatif, un territoire plutôt neutre dans les conflits à l'échelle galactique, ce qui en fait un abri pour ceux qui fuient les zones de conflit,.
Une ville-casino appelée « Canto Bight » se situe sur Cantonica. Elle est fréquentée par des individus d'espèces diverses et variées.

### Formes de vie
Les fathiers sont des animaux semblables à des chevaux. Des courses de fathiers avec organisation de paris sont organisées à Cantonica. Ces animaux peuvent se déplacer à une vitesse d'environ 80 km/h,.

## Histoire
Cantonica reste, même après la guerre des clones (République galactique contre Confédération des systèmes indépendants) et la guerre civile galactique (Empire galactique contre Alliance rebelle), un refuge pour les profiteurs de la guerre entre la Résistance et le Premier Ordre, notamment à l'arrivée des résistants Finn et Rose Tico sur la planète,.

## Concept et création

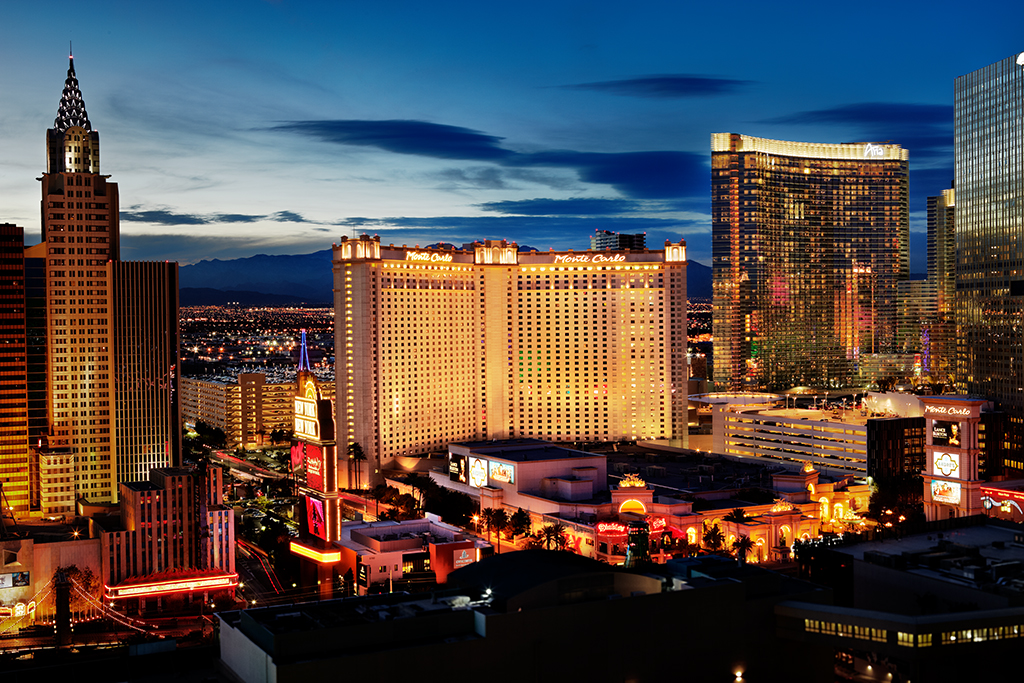
Monte-Carlo, l'une des grandes inspirations pour Canto Bight.

Le réalisateur Rian Johnson explique lors d'une interview que Canto Bight est un peu dans le style de Monte-Carlo et de James Bond, ce qui change par rapport aux environnements habituels dans la saga,.
L'équipe de tournage des Derniers Jedi se rend dans le quartier historique de Dubrovnik, en Croatie, pour filmer des scènes qui se déroulent à Canto Bight,.

## Adaptations
Comme les autres planètes de la saga Skywalker, Cantonica figure dans le jeu de 2022 Lego : La Saga Skywalker,.

## Réception
Un article du site Screen Rant reproche à la séquence sur Cantonica des Derniers Jedi une utilisation excessive de la CGI, déjà critiquée pour les films de la prélogie, ainsi qu'un faible intérêt à faire un détour par cette planète dans l'intrigue du film.